# Кавільяке
Кавільяке або Кавільяка (Cavillace) — богиня невинності в міфології інків. Шанувалася як символ благочестя, проте також служила прикладом жадібності і меркантильності.

## Характеристика
За легендами інків Кавільяке народила дитину після того як з'їла фрукт лукума, що містить насіння бога вагітності і Місяця Кунірая Віракоча (бог — мандрівник в обличчі бідняка). Це відбулося за наступних обставин: чарівна дівчина на ім'я Кавільяка, якою всі захоплювалися, одного разу ткала плащ, сидячи під деревом лукма. Перетворившись на красиву птаха, Конірая сів на це дерево, взяв своє запліднююче насіння, зробив з нього стиглий плід лукма і впустив його поруч з прекрасною дівою, яка побачила і з'їла його.
Боги оголосили їй, що той, кого вибере дитина і є його справжній батько (стать дитини в різних легендах вказується по-різному). Всі одяглися у все найкраще в надії бути обраними її чоловіком. Конірая був одягнений як жебрак, і Кавільяка жодного разу навіть не поглянула на нього. Однорічне дитя вибрало найбіднішого і убогого бога Кунірая. Після цього Кавільяка разом зі своєю дитиною, втекла. Тоді Конірая надів чудові одежі і пішов за нею, щоб показати їй, який він гарний, але вона не подивилася, все ще уявляючи його собі в лахмітті. Разом з дитиною кинулася з урвища в море, де вони перетворилися на скелі (за іншим варіантом — острівці).